# Bellegarde, Gers
Bellegarde är en kommun i departementet Gers i regionen Occitanien i sydvästra Frankrike. Kommunen ligger i kantonen Masseube som tillhör arrondissementet Mirande. År 2022 hade Bellegarde 159 invånare.

## Befolkningsutveckling
Antalet invånare i kommunen Bellegarde
Referens:INSEE